# Marie Prevost

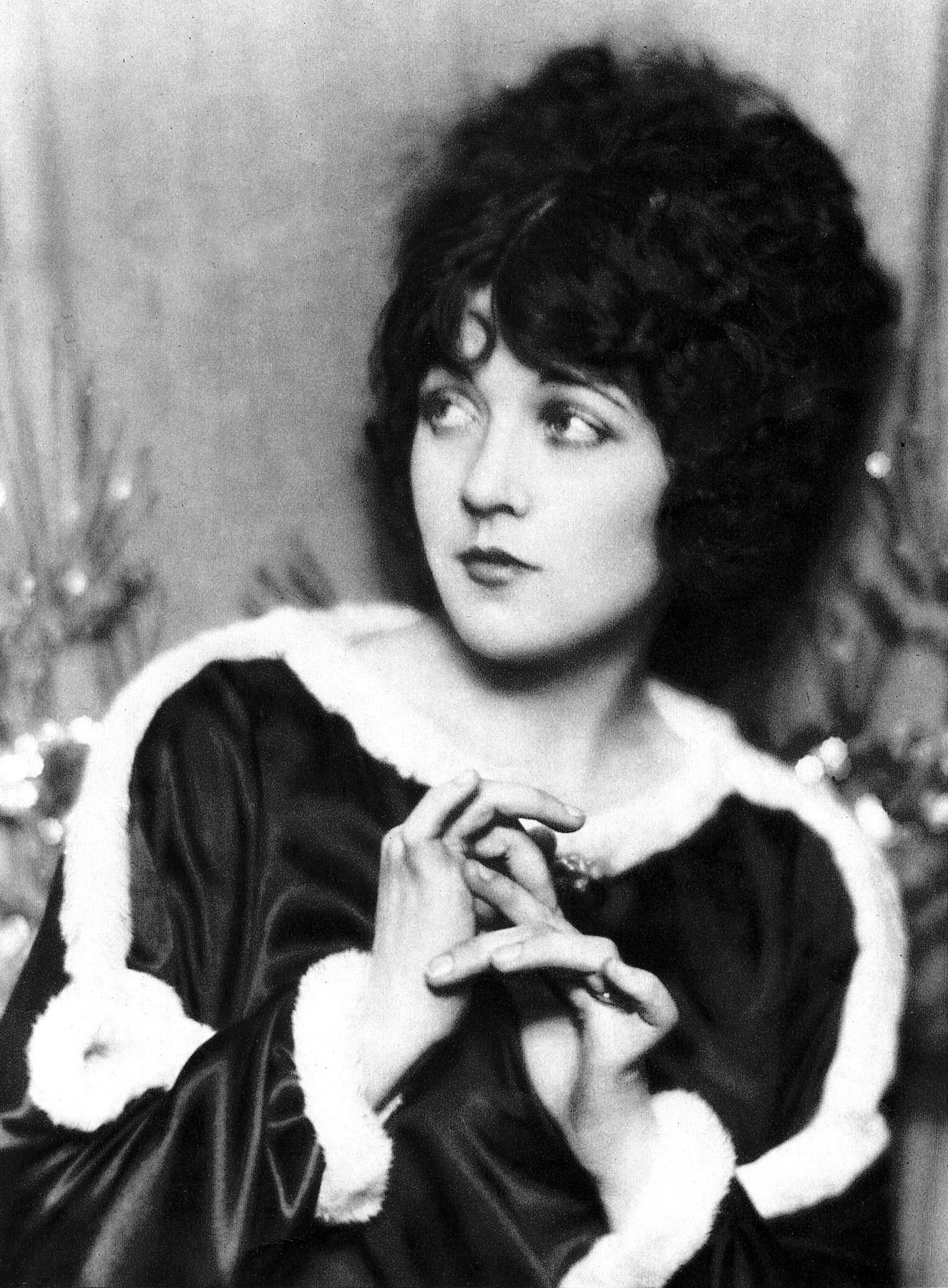

Marie Prevost, geboren als Mary Bickford Dunn (Sarnia (Ontario, Canada), 8 november 1896 - Hollywood (California), 23 januari 1937) was een Amerikaans actrice.

## Carrière
Prevost werd een actrice toen ze zich aanmeldde bij een Hollywood studio van Mack Sennett. Ze werd aangenomen en speelde in haar eerste film in 1915. Ze brak pas door toen ze te zien was in Love, Honor and Behave! (1920). Ze werkte voor Sennett totdat ze in 1921 een contract kreeg bij Universal Studios. Ze maakte hier acht films en verliet de studio toen voor een contract bij Warner Brothers.
Haar grote doorbraak was bij die studio, toen ze te zien was in The Beautiful and Damned (1922). Vanaf toen werd ze voor het eerst echt opgemerkt en kreeg ze grotere rollen in films. In 1924 was ze ook te zien in de meer bekende The Marriage Circle. Net toen ze echt beroemd werd, kwam haar moeder om het leven bij een auto-ongeluk.
Prevost was gebroken om het verlies van haar moeder en raakte verslaafd aan alcohol. Niet veel later scheidde ze ook van Kenneth Harlan, met wie ze getrouwd was van 1924 tot en met 1927.
Prevost probeerde haar depressie te onderdrukken door in zo veel mogelijk films te spelen. Uiteindelijk werd ze de drukste actrice uit haar tijd. Echter, toen ze aankwam in gewicht, kreeg ze slechts bijrollen in films waarin ze vernederende rollen speelde.
Prevost stierf in 1937 uiteindelijk aan een overdosis alcohol en ondervoeding. Haar lichaam werd pas na dagen ontdekt.
- Biblioteca Nacional de España: XX1536292
- Bibliothèque nationale de France: cb14041573c (data)
- Gemeinsame Normdatei: 1026978343
- International Standard Name Identifier: 0000 0000 8065 0839
- Library of Congress Control Number: n85342798
- Nationale Bibliotheek van Israël: 987007460467105171
- Système universitaire de documentation: 059796049
- Virtual International Authority File: 12506813
- WorldCat: E39PBJrwP6HfkQ9f7yXbQg4Dv3